# The Seeds
The Seeds war eine Musikgruppe aus Los Angeles (USA) und zählt zu den bekannteren Vertretern des Garage- und Psychedelic Rock. Die Band wurde 1965 von dem Sänger und Bassisten Sky Saxon gegründet. Weitere Mitglieder waren Daryl Hooper, Jan Savage und Rick Andrige.

## Geschichte
Die Gruppe gründete sich 1965 und spielte zunächst in den Clubs auf dem Sunset Strip in Los Angeles. Die Musik des ersten Albums The Seeds war sehr einfach und zeichnet sich durch einen rohen, ungeschliffenen Klang aus. Die Single-Auskoppelung Pushin' Too Hard erreichte durch häufigen Einsatz im lokalen Radio Platz 36 in den Billboard-Charts. Der Song war der größte kommerzielle Erfolg der Band. Das anschließende Album A Web of Sound war nur wenig komplexer, aber professioneller produziert. Das Album war psychedelischer und damit auch zeitgemäßer. So kam das dritte Album Future in den Billboard Charts bis auf Platz 87. Das Album nutzte die Hippie-Bewegung und gab sich mit Titeln wie March of the Flower Children sehr zeitnah. Es war auch die aufwendigste Produktion der Band. So waren der originalen Schallplatte bedruckte Puzzleteile beigelegt, um das Bild der vorderen Plattenhülle zu vervollständigen. Mit dem Kollaps der Hippie-Bewegung 1969 löste sich die Band auf.
Sky Saxon setzte seine Karriere fort. Er veröffentlichte 1971 noch zwei Singles auf dem MGM-Label unter dem Bandnamen The Seeds. Seitdem veröffentlichte er bis zu seinem Tod sporadisch, zumeist unter dem Namen Sky Sunlight Saxon, weitere Singles und Alben. Von den anderen Bandmitgliedern sind keine weiteren musikalischen Aktivitäten außerhalb der Band bekannt.
Im Jahr 2002 formierte sich die Band teilweise und zeitweise für einige Konzerte neu.

## Diskografie
- 1966: The Seeds
- 1966: A Web of Sound
- 1967: Future
- 1967: A Full Spoon of Seedy Blues (als Sky Saxon Blues Band)
- 1968: Raw & Alive in Concert at Merlin's Music Box
- 1988: Evilhoodoo (Drop Out Records Compilation)
- 1991: A Faded Picture (Demon Records Compilation)